# Aho-Girl
Aho-Girl (アホガール?, Aho gāru, lett. "Ragazza stupida") è un manga yonkoma scritto e disegnato da Hiroyuki, edito da Kōdansha dal 28 novembre 2012 al 9 dicembre 2017. Un adattamento anime, prodotto da Diomedéa, è stato trasmesso in Giappone dal 4 luglio al 19 settembre 2017.

## Personaggi
Yoshiko Hanabatake (花畑 よしこ?, Hanabatake Yoshiko)
Doppiata da: Aoi Yūki
Akuru Akutsu (阿久津 明?, Akutsu Akuru)
Doppiato da: Tomokazu Sugita
Sayaka Sumino (隅野 さやか?, Sumino Sayaka)
Doppiata da: Sayaka Harada
Fuuki Linchou  (風紀委員長?, Linchō Fuuki)
Doppiata da: Sumire Uesaka
Yoshie Hanabatake (花畑 よしえ?, Hanabatake Yoshie)
Doppiata da: Yōko Hikasa
Ryuichi Kurosaki (黒崎 龍一?, Kurosaki Ryuichi)
Doppiato da: Taku Yashiro
Atsuko Oshieda (押枝 あつこ?, Osshieda Atsuko)
Doppiata da: Rina Satō
Ruri Akutsu (阿久津 瑠璃?, Akutsu Ruri)
Doppiata da: Sayaka Senbongi

## Media

### Manga
Il manga, scritto e disegnato da Hiroyuki, è stato serializzato sulla rivista Weekly Shōnen Magazine di Kōdansha dal 28 novembre 2012 ed è stato poi trasferito sul Bessatsu Shōnen Magazine dal 9 giugno 2015 al 9 dicembre 2017. I vari capitoli sono stati raccolti in dodici volumi tankōbon, pubblicati tra il 17 maggio 2013 e il 15 dicembre 2017. In America del Nord i diritti sono stati acquistati da Kodansha Comics USA.

#### Volumi
| Nº | Data di prima pubblicazione                | Data di prima pubblicazione                                                 | Data di prima pubblicazione |
| Nº | Giapponese                                 | Giapponese                                                                  |                             |
| -- | ------------------------------------------ | --------------------------------------------------------------------------- | --------------------------- |
| 1  | 17 maggio 2013                             | ISBN 978-4-06-384871-7                                                      |                             |
| 2  | 17 ottobre 2013                            | ISBN 978-4-06-394954-4                                                      |                             |
| 3  | 17 aprile 2014                             | ISBN 978-4-06-395057-1                                                      |                             |
| 4  | 16 agosto 2014                             | ISBN 978-4-06-395166-0                                                      |                             |
| 5  | 16 gennaio 2015                            | ISBN 978-4-06-395293-3                                                      |                             |
| 6  | 15 maggio 2015                             | ISBN 978-4-06-395393-0                                                      |                             |
| 7  | 9 marzo 2016                               | ISBN 978-4-06-395610-8                                                      |                             |
| 8  | 7 ottobre 2016                             | ISBN 978-4-06-395754-9                                                      |                             |
| 9  | 9 giugno 2017                              | ISBN 978-4-06-395953-6                                                      |                             |
| 10 | 6 ottobre 2017                             | ISBN 978-4-06-510239-8                                                      |                             |
| 11 | 9 novembre 2017 (ed. regolare & speciale)  | ISBN 978-4-06-510629-7 (ed. regolare) ISBN 978-4-06-397027-2 (ed. limitata) |                             |
| 12 | 15 dicembre 2017 (ed. regolare & speciale) | ISBN 978-4-06-510583-2 (ed. regolare) ISBN 978-4-06-397028-9 (ed. limitata) |                             |

### Anime
Annunciato il 9 febbraio 2017 sul Weekly Shōnen Magazine di Kōdansha, un adattamento anime, prodotto da Diomedéa e diretto da Keizō Kusakawa e Shingo Tamaki, è andato in onda dal 4 luglio al 19 settembre 2017. Le sigle di apertura e chiusura sono rispettivamente Zenryoku Summer! (全力☆Summer!?) di Angela e Odore! Kyūkyoku tetsugaku (踊れ！きゅーきょく哲学?) di Sumire Uesaka. Gli episodi sono stati trasmessi in streaming in simulcast, anche coi sottotitoli in lingua italiana, da Crunchyroll.

#### Episodi
| Nº | Titolo italiano Giapponese 「Kanji」 - Rōmaji                                             | In onda           | In onda |
| Nº | Titolo italiano Giapponese 「Kanji」 - Rōmaji                                             | Giapponese        |         |
| 1  | Eccola! Aho Girl! 「来たぞ！アホガール」 - Kitazo! Aho gāru                               | 4 luglio 2017     |         |
| 2  | Si moltiplicano! Sempre più ragazze idiote! 「増える！アホガール」 - Fueru! Aho gāru      | 11 luglio 2017    |         |
| 3  | Una vecchiaia serena! 「老後も安心！アホガール」 - Rōgo mo anshin! Aho gāru               | 18 luglio 2017    |         |
| 4  | Alla carica! 「突入！アホガール」 - Totsunyū! Aho gāru                                    | 25 luglio 2017    |         |
| 5  | È arrivata l'estate! 「夏だ！アホガール」 - Natsu da! Aho gāru                            | 1º agosto 2017    |         |
| 6  | Un'estate bollente! 「暑い夏だ！アホガール」 - Atsui natsu da! Aho gāru                   | 8 agosto 2017     |         |
| 7  | Una gyaru! 「ギャルが！アホガール」 - Gyaru ga! Aho gāru                                  | 15 agosto 2017    |         |
| 8  | Come un angelo! 「天使のような！アホガール」 - Tenshi no yō na! Aho gāru                  | 22 agosto 2017    |         |
| 9  | Il festival! 「フェスティバゥ！アホガール」 - Fesutibau! Aho gāru                         | 29 agosto 2017    |         |
| 10 | Drive! 「ドライブ！アホガール」 - Doraibu! Aho gāru                                       | 5 settembre 2017  |         |
| 11 | Scontro decisivo! Mossa speciale! 「決戦！必殺！アホガール」 - Kessen! Hissatsu! Aho gāru | 12 settembre 2017 |         |
| 12 | L'incontro… e poi! 「出会い…そして！アホガール」 - Deai… soshite! Aho gāru                | 19 settembre 2017 |         |